# Eesti Laul 2018
La decima edizione dell'Eesti Laul si è tenuta dal 10 febbraio al 3 marzo 2018 e ha selezionato il rappresentante dell'Estonia all'Eurovision Song Contest 2018 a Lisbona.
La vincitrice è stata Elina Netšajeva con La forza.

## Organizzazione
L'Eesti Laul è il festival musicale che funge da metodo di selezione nazionale per l'Estonia all'Eurovision Song Contest. La decima edizione, come le precedenti, è stata organizzata dall'emittente estone Eesti Rahvusringhääling (ERR).
Il festival è stato articolato in due semifinali da 10 partecipanti e una finale, alla quale si sono qualificati i primi 5 classificati delle semifinali. I primi 4 sono stati scelti da una combinazione del voto di televoto e giuria, mentre l'ultimo finalista è stato scelto dal solo televoto in un secondo round di votazioni.

## Partecipanti
La lista dei partecipanti annunciata il 10 novembre 2017.
| Artista                                   | Titolo                     | Lingua   | Compositori                                                             |
| ----------------------------------------- | -------------------------- | -------- | ----------------------------------------------------------------------- |
| Aden Ray                                  | Everbody's Dressed         | Inglese  | Nikita Bogdanov                                                         |
| Desiree                                   | On My Mind                 | Inglese  | Amiran Gorgazjan                                                        |
| Elina Netšajeva                           | La forza                   | Italiano | Mihkel Mattisen, Timo Vendt, Ksenia Kuchukova, Elina Netšajeva          |
| Eliis Pärna & Gerli Padar                 | Sky                        | Inglese  | Imre Sooäär                                                             |
| Eliis Pärna & Gerli Padar                 | Taevas                     | Estone   | Imre Sooäär                                                             |
| Etnopatsy                                 | Külm                       | Estone   | Aile Alveus-Krautmann                                                   |
| Evestus                                   | Welcome to My World        | Inglese  | Ott Evestus                                                             |
| Frankie Animal                            | (Can't Keep Calling) Misty | Inglese  | Marie Vaigla, Jonas Kaarnamets, Jan-Christopher Soovik                  |
| Girl in Pearls                            | Spellbound                 | Inglese  | Vivi Maar, Viveli Maar, Rasmus Lill                                     |
| Iiris & Agoh                              | Drop that Boogie           | Inglese  | Ago Teppand, Iiris Vesik                                                |
| Indrek Ventmann                           | Tempel                     | Estone   | Allan Kasuk, Siim Koppel, Indrek Ventmann                               |
| Karl Kristjan & Karl Killing feat. Wateva | Young                      | Inglese  | Karl-Kristjan Kingi, Karl Killing, Kris Evan Säde, Hugo Martin Maasikas |
| Marju Länik                               | Täna otsuseid ei tee       | Estone   | Liina Saar, Herman Gardarfve, Axel Ehnström, Marju Länik                |
| Metsakutsu                                | Koplifornia                | Estone   | Meelis Meri, Rainer Olbri                                               |
| Miljardid                                 | Pseudoprobleem             | Estone   | Miljardid, Marten Kuningas                                              |
| Nika                                      | Knock Knock                | Inglese  | Nika Prokopjeva                                                         |
| Rolf Roosalu                              | Show a Little Love         | Inglese  | Rolf Roosalu, Priit Uustulnd, Maian Kärmas                              |
| Sibyl Vane                                | Thousand Words             | Inglese  | Sibyl Vane, Helena Randlaht                                             |
| Stig Rästa                                | Home                       | Inglese  | Stig Rästa, Fred Krieger                                                |
| Tiiu x Okym x Semy                        | Näita oma energiat         | Estone   | Kaido Luht, Sergei Morgun, Tiiu Kaarlõp, Meiko Umal                     |
| Vajé                                      | Laura (Walk with Me)       | Inglese  | Karl-Ander Reismann                                                     |

## Semifinali

### Prima semifinale
La prima semifinale si è tenuta il 10 febbraio 2018 presso l'ETV Stuudio di Tallinn.
I primi quattro classificati sono stati Elina Netšajeva, Stig Rästa, Sibyl Vane, Iiris & Agoh, mentre i vincitori del secondo round sono stati i Vajé.
     Qualificato dal primo round di voto della giuria e televoto
     Qualificato dal secondo round di solo televoto
| #  | Artista            | Titolo               | Primo round | Primo round | Primo round | Primo round | Primo round | Primo round | Secondo round | Secondo round |
| #  | Artista            | Titolo               | Giuria      | Giuria      | Televoto    | Televoto    | Totale      | Posizione   | Televoto      | Posizione     |
| -- | ------------------ | -------------------- | ----------- | ----------- | ----------- | ----------- | ----------- | ----------- | ------------- | ------------- |
| 1  | Vajé               | Laura (Walk with Me) | 22          | 3           | 1 620       | 8           | 11          | 5           | 3 254         | 1             |
| 2  | Iiris & Agoh       | Drop that Boogie     | 97          | 10          | 872         | 4           | 14          | 4           | –             | –             |
| 3  | Etnopatsy          | Külm                 | 34          | 4           | 1 268       | 6           | 10          | 6           | 1 861         | 3             |
| 4  | Sibyl Vane         | Thousand Words       | 78          | 7           | 1 449       | 7           | 14          | 3           | –             | –             |
| 5  | Aden Ray           | Everbody's Dressed   | 59          | 5           | 978         | 5           | 10          | 7           | 2 454         | 2             |
| 6  | Tiiu x Okym x Semy | Näita oma energiat   | 10          | 1           | 556         | 1           | 2           | 10          | 432           | 6             |
| 7  | Stig Rästa         | Home                 | 86          | 8           | 2 999       | 10          | 18          | 2           | –             | –             |
| 8  | Miljardid          | Pseudoprobleem       | 61          | 6           | 686         | 2           | 8           | 8           | 1 447         | 5             |
| 9  | Desiree            | On My Mind           | 12          | 2           | 765         | 3           | 5           | 9           | 1 461         | 4             |
| 10 | Elina Netšajeva    | La forza             | 113         | 12          | 11 792      | 12          | 24          | 1           | –             | –             |

### Seconda semifinale
La seconda semifinale si è tenuta il 17 febbraio 2018 presso l'ETV Stuudio di Tallinn.
I primi 4 classificati sono stati: Frankie Animal, Karl Kristjan & Karl Killing feat. Wateva, Nika, Evestus, mentre le vincitrici del secondo round sono state Eliis Pärna & Gerli Padar.
     Qualificato dal primo round di voto della giuria e televoto
     Qualificato dal secondo round di solo televoto
| #  | Artista                                   | Titolo                     | Primo round | Primo round | Primo round | Primo round | Primo round | Primo round | Secondo round | Secondo round |
| #  | Artista                                   | Titolo                     | Giuria      | Giuria      | Televoto    | Televoto    | Totale      | Posizione   | Televoto      | Posizione     |
| -- | ----------------------------------------- | -------------------------- | ----------- | ----------- | ----------- | ----------- | ----------- | ----------- | ------------- | ------------- |
| 1  | Marju Länik                               | Täna otsuseid ei tee       | 39          | 4           | 566         | 1           | 5           | 10          | 635           | 6             |
| 2  | Rolf Roosalu                              | Show a Little Love         | 57          | 6           | 862         | 4           | 10          | 7           | 1 500         | 2             |
| 3  | Frankie Animal                            | (Can't Keep Calling) Misty | 112         | 12          | 972         | 7           | 19          | 1           | –             | –             |
| 4  | Eliis Pärna & Gerli Padar                 | Sky                        | 22          | 1           | 1 303       | 10          | 11          | 6           | 1 764         | 1             |
| 5  | Indrek Ventmann                           | Tempel                     | 38          | 3           | 957         | 6           | 9           | 8           | 1 333         | 4             |
| 6  | Evestus                                   | Welcome to My World        | 75          | 8           | 873         | 5           | 13          | 4           | –             | –             |
| 7  | Karl Kristjan & Karl Killing feat. Wateva | Young                      | 50          | 5           | 1 791       | 12          | 17          | 2           | –             | –             |
| 8  | Metsakutsu                                | Koplifornia                | 30          | 2           | 734         | 3           | 5           | 9           | 1 454         | 3             |
| 9  | Girls in Pearls                           | Spellbound                 | 91          | 10          | 705         | 2           | 12          | 5           | 1 234         | 5             |
| 10 | Nika                                      | Knock Knock                | 58          | 7           | 1 019       | 8           | 15          | 3           | –             | –             |

## Finale
La finale si è tenuta il 3 marzo 2018 presso la Saku Suurhall di Tallinn.
| #  | Artista                                   | Titolo                     | Punteggio | Punteggio | Punteggio | Punteggio | Punteggio | Posizione |
| #  | Artista                                   | Titolo                     | Giuria    | Giuria    | Televoto  | Televoto  | Totale    | Posizione |
| -- | ----------------------------------------- | -------------------------- | --------- | --------- | --------- | --------- | --------- | --------- |
| 1  | Karl Kristjan & Karl Killing feat. Wateva | Young                      | 47        | 3         | 5 786     | 8         | 11        | 6         |
| 2  | Eliis Pärna & Gerli Padar                 | Taevas                     | 34        | 1         | 2 308     | 3         | 4         | 10        |
| 3  | Nika                                      | Knock Knock                | 50        | 4         | 1 991     | 1         | 5         | 9         |
| 4  | Sibyl Vane                                | Thousand Words             | 86        | 10        | 2 898     | 4         | 14        | 4         |
| 5  | Stig Rästa                                | Home                       | 79        | 7         | 5 714     | 7         | 14        | 3         |
| 6  | Vajé                                      | Laura (Walk with Me)       | 51        | 5         | 5 995     | 10        | 15        | 2         |
| 7  | Elina Netšajeva                           | La forza                   | 113       | 12        | 37 628    | 12        | 24        | 1         |
| 8  | Frankie Animal                            | (Can't Keep Calling) Misty | 85        | 8         | 2 031     | 2         | 10        | 7         |
| 9  | Iiris & Agoh                              | Drop that Boogie           | 52        | 6         | 3 427     | 6         | 12        | 5         |
| 10 | Evestus                                   | Welcome to My World        | 41        | 2         | 2 977     | 5         | 7         | 8         |

### Superfinale
| # | Artista         | Titolo               | Televoto | Televoto | Posizione |
| - | --------------- | -------------------- | -------- | -------- | --------- |
| 1 | Stig Rästa      | Home                 | 9 686    | 15,71%   | 2         |
| 2 | Vajé            | Laura (Walk with Me) | 8 506    | 13,80%   | 3         |
| 3 | Elina Netšajeva | La forza             | 43 445   | 70,49%   | 1         |

## All'Eurovision Song Contest
L'Estonia si è esibita 9ª nella prima semifinale, dove si è classificata 5ª con 201 punti e si è qualificata per la finale. Esibitasi 6ª, l'Estonia si è classificata 8ª con 245 punti.

### Giuria
La giuria estone per l'Eurovision Song Contest 2018 è stata composta da:
- Eva Palm, promotrice della Live Nation Baltics
- Allan Roosileht, speaker radiofonica e DJ
- Anett Kulbin, cantante
- Karl Killing, cantante
- Rainer Ild, cantante